# Athemus wulaianus
Athemus wulaianus es una especie de coleóptero de la familia Cantharidae.

## Distribución geográfica
Habita en Taiwán.